# Berkihangya
A berkihangya (Leptothorax) a hangyák (Formicidae) családjában a bütyköshangyaformák (Myrmicinae) alcsaládba sorolt szívhangyarokonúak (Crematogastrini) nemzetségének egyik neme közel két tucat leírt fajjal.

## Származása, elterjedése
Fajai alapvetően az északi faunabirodalomban terjedtek el.
Magyarországon 2 faja él (Csathó et al):
- fenyveslakó berkihangya (Leptothorax gredleri)
- sötétfejű berkihangya (Leptothorax muscorum)

## Megjelenése, felépítése
A kisebb hangyák közé tartozik: a dolgozók hossza 2–3,5 mm. Színe többnyire sárgás vagy sárgásbarna.

## Életmódja, élőhelye
Legismertebb jellegzetessége, hogy gyakran válik a rabszolgatartó hangyafajok célpontjává. A főleg Észak-Európában gyakori, de Magyarországon is honos közönséges martalóchangya (Harpagoxenus sublaevis) rendszeresen használja szolgának, főleg a sötétfejű berkihangyát (Leptothorax muscorum). Ehhez bábokat rabol a berkihangya fészkéből, hogy az azokból nevelt dolgozók a rablókat szolgálják (Brehm).
Gyakori eset, hogy egy-egy bolyban rivális királynők csapnak össze. Ha egyiküknek sikerül megjelölnie vetélytársát a Dufour-mirigy váladékával, a vesztest a dolgozók széttépik (Foitzik–Fritsche, 79. old.).
A legtöbb faj bolyait kevesen lakják; van, hogy csak néhány tucat egyed (Tartally). Épp ezért rendkívül kis helyen elférő fészkét igen gyakran gubacsban, a földön heverő száraz gallyacskában vagy a fák kérge alatt rendezi be (Brehm).

## Rendszertani helyzete
Legközelebbi rokonainak a Cardiocondyla, Stereomyrmex és Romblonella nemeket tekintik.
Recens fajok, alfajok (a hazaiak kivételével):
- Leptothorax acervorum (Fabricius, 1793)
- Leptothorax acervorum vandeli (Bondroit, 1920)
- Leptothorax athabasca Buschinger & Schulz, 2008
- Leptothorax buschingeri Kutter, 1967
- Leptothorax calderoni Creighton, 1950
- Leptothorax crassipilis Wheeler, 1917
- Leptothorax faberi Buschinger, 1983
- Leptothorax goesswaldi Kutter, 1967
- Leptothorax kutteri Buschinger, 1966
- Leptothorax muscorum uvicensis Blacker, 1992
- Leptothorax oceanicus (Kuznetsov-Ugamsky, 1928)
- Leptothorax pacis (Kutter, 1945)
- Leptothorax paraxenus Heinze & Alloway, 1992
- Leptothorax pocahontas (Buschinger, 1979)
- Leptothorax retractus Francoeur, 1986
- Leptothorax scamni Ruzsky, 1905
- Leptothorax sphagnicola Francoeur, 1986
- Leptothorax wilsoni Heinze, 1989
- Leptothorax zhengi Zhou & Chen, 2011

## Fordítás
Ez a szócikk részben vagy egészben  a   Leptothorax című angol Wikipédia-szócikk ezen változatának fordításán alapul.  Az eredeti cikk szerkesztőit annak laptörténete sorolja fel. Ez a jelzés csupán a megfogalmazás eredetét és a szerzői jogokat jelzi, nem szolgál a cikkben szereplő információk forrásmegjelöléseként.